# 吉州路
吉州路，元至元十四年（1277年）升吉州为路，治庐陵县（今江西吉安市）。属江西等处行中书省。辖境约当今江西省吉水、万安两县间赣江流域及安福、永新等县地。元贞元年（1295年）改为吉安路。